# Luis Sodiro
Luis Sodiro, född den 29 maj 1836 i Cornedo Vicentino, död den 15 maj 1909 i Quito, var en italiensk jesuitpräst och botaniker som beskrev ett stort antal växter runt Quito.
Auktorsnamnet Sodiro kan användas för Luis Sodiro i samband med ett vetenskapligt namn inom botaniken; se Wikipediaartiklar som länkar till auktorsnamnet.